# 1989 en Norvège
Chronologie de la Norvège
- 1985
- 1986
- 1987
- 1988
- 1989
- 1990
- 1991
- 1992
- 1993

Cet article présente les faits marquants de l'année 1989 en Norvège ou relatifs à la Norvège.

## Gouvernance
- Olav V est roi de Norvège.
- Gro Harlem Brundtland est le chef du gouvernement jusqu'au 16 octobre. Jan Peder Syse lui succède mais son gouvernement ne tient que jusqu'au 3 novembre et finalement Gro Harlem Brundtland dirige le pays avec un nouveau gouvernement.

## Événements
- Les élections législatives norvégiennes de 1989 (Stortingsvalet 1989, en norvégien) se sont tenues le 11 septembre 1989, afin d'élire les cent soixante-cinq députés du Storting pour un mandat de quatre ans.

## Sport
- Les 17e Championnats du monde de cross-country IAAF se sont déroulés le 19 mars 1989 à Stavanger en Norvège.
- La saison 1989 du Championnat de Norvège de football était la 27e édition de la première division norvégienne à poule unique, la Tippeligaen. Les 12 clubs jouent les uns contre les autres lors de rencontres disputées en matchs aller et retour.
- 5 septembre : l'équipe de France de Football et celle de Norvège font match nul 1 partout au Ullevaal Stadion d'Oslo dans le cadre des qualifications pour la coupe du monde 1990[1].

## Naissances
- Naissance en Norvège en 1989

## Décès
- Décès en Norvège en 1989